# Adam Tarnowski von Tarnów
Adam Tarnówski von Tarnów (Cracovia, 4 marzo 1866 – Losanna, 10 ottobre 1946) è stato un diplomatico e nobile austriaco di origini polacche.

## Biografia
Nato a Cracovia il 4 marzo 1866 in un'antica famiglia dell'aristocrazia polacca, Adam Tarnowski von Tarnów sposò il 10 settembre 1901 la principessa Maria Światopełk-Czetwertyńska (1880–1965) a Varsavia.
Nel 1897 entrò al servizio del ministero degli esteri austroungarico, e nel 1899 venne nominato attaché presso l'ambasciata austriaca a Washington, dove rimase sino al 1901, venendo quindi trasferito a Parigi. Nel 1907 venne promosso consigliere d'ambasciata ed inviato a Madrid, per poi essere trasferito a Londra nel 1909.
Il 30 aprile 1911 venne nominato ambasciatore imperiale a Sofia. Durante la prima guerra mondiale esercitò una notevole influenza su re Ferdinando I di Bulgaria e le sue manovre diplomatiche riuscirono a far sì che la Bulgaria si schierasse in guerra con gli Imperi Centrali nell'ottobre del 1915.
Sul finire del 1915 Konstantin Dumba, che prestava servizio come ambasciatore imperiale a Washington, venne dichiarato "persona non grata" ed espulso dal paese. Per questo il 9 novembre 1916 il governo austroungarico decise di nominare il conte Tarnowski al suo posto. Il passaggio di incarico negli Stati Uniti di Tarnowski venne accolto con piacere dal mondo diplomatico dell'epoca, data la sua preparazione e il suo talento nel campo delle relazioni internazionali.
Il conte Tarnowski giunse negli Stati Uniti il 31 gennaio 1917, in quanto il Regno Unito si rifiutava di concedergli il salvacondotto per passare il blocco navale imposto dalla Triplice Intesa. Inoltre arrivò sul suolo americano lo stesso giorno in cui pervenne la notizia della ripresa della guerra sottomarina, e per questo il presidente Wilson si rifiutò di riceverlo. In seguito alla dichiarazione di guerra degli Stati Uniti alla Germania l'8 aprile, l'Austria-Ungheria decise di rompere anch'essa le proprie relazioni diplomatiche, prima ancora che Tarnowski avesse avuto la possibilità di presentare le proprie credenziali al governo statunitense. Tarnowski salpò dagli Stati Uniti il 4 maggio con gli altri membri del suo staff diplomatico. La guerra tra Stati Uniti e Austria-Ungheria venne dichiarata formalmente nel dicembre del 1917.
Nel 1917 il conte Tarnowski venne considerato come possibile candidato per l'ambasciata imperiale a Stoccolma, ma egli rifiutò per potersi occupare degli eventi nella sua nativa Polonia. Nel settembre del 1917 aveva già rifiutato la nomina a membro del Consiglio di Reggenza del rifondato e neonato Regno di Polonia, ma gli venne in seguito proposta la carica di primo ministro. La sua nomina ebbe però il veto della Germania per le sue eccessive simpatie e collaborazioni con l'Austria-Ungheria.
Dopo la guerra, si ritirò a vita privata. Suo figlio Adam (1892–1956) fu anch'egli diplomatico e per breve tempo fu ministro degli esteri del governo polacco in esilio a Londra dopo la seconda guerra mondiale.
Tarnowski morì a Losanna, in Svizzera, il 10 ottobre 1946.